# Anantnag (Distrikt)
Der Distrikt Anantnag (Urdu ضلع اننت ناگ) ist ein Verwaltungsdistrikt im indischen Unionsterritorium Jammu und Kashmir.
Der Distrikt liegt im Südosten Kaschmirs. Der Verwaltungssitz ist Anantnag. 2007 wurde der westliche Teil des damaligen Distrikts herausgelöst und bildet heute den neu gegründeten Distrikt Kulgam.
2011 war es der drittbevölkerungsreichste Distrikt in Jammu und Kashmir nach den Distrikten Jammu und Srinagar.

## Verwaltung
Der Distrikt Anantnag besteht aus den Tehsils Kokernag, Shangus, Anantnag, Bijbehara, Doru, Pahalgam und Qazigund sowie aus den sieben Blöcken Breng, Shangus, Achabal, Dachnipora, Qazigund, Khoveripora und Shahabad. Jeder Block besteht aus einer Reihe von Panchayati Rajs.
Der Distrikt Anantnag ist in sechs Wahlkreise gegliedert: Anantnag, Verinag, Kokernag, Shangus, Bijbehara und Pahalgam.

## Bevölkerung
Nach der Volkszählung von 2011 hatte der Distrikt 1.078.692 Einwohner. Damit lag er auf Rang 422 von 640 Distrikten in Indien. Die Bevölkerungsdichte betrug 375 Einwohner pro Quadratkilometer. Das Bevölkerungswachstum von 2001 bis 2011 betrug 37,48 %. Der Distrikt Anantnag hatte eine Geschlechterverteilung von 937 Frauen auf 1000 Männer und eine Alphabetisierungsrate von 62,7 %.
Anantnag war mit 108.505 Einwohnern die größte Stadt im Distrikt. Der gesamte Ballungsraum von Anantnag hatte 158.785 Einwohner.

## Tourismus
Der Distrikt besitzt zahlreiche Orte, die beliebt sind bei Touristen. Der Amarnath-Tempel, ein der hinduistischen Göttin Shiva geweihter Tempel, liegt bei Pahalgam und ist Ziel der jährlichen Amarnath Yatra.

### Historische Stätten
Als Carl von Hügel die Region 1835 besuchte, fand er zahlreiche historische Bauten. Die meisten waren in der Zeit der Herrschaft des Sultan Sikandar zerstört worden. Die einzigen bedeutenden heute erhaltenen Ruinen im Distrikt sind die des Tempels von Martand.
Der Sonnentempel von Martand ist eine der bedeutendsten archäologischen Stätten des Landes. Der Tempel wurde von Sikander Butshikan in einer einjährigen Kampagne zerstört.

### Pahalgam
Die Hill Station Pahalgam liegt 45 km nördlich von Anantnag am Fluss Lidder. Pahalgam ist Ausgangspunkt für Wanderungen wie die zum Kolahoigletscher. Auch Pilger der Amarnath Yatra kommen nach Pahalgam.
Die Region ist eine beliebte Filmkulisse.

### Achabal
Achabal, ungefähr 8 km von Anantnag, ist bekannt für seine Quelle und den Garten, den Malika Noor Jehan Begum 1620 anlegte.

### Kokernag
Kokernag liegt ungefähr 13 km von Achabal und ist bekannt für seine Quellen, die gesundheitsfördernd sein sollen und für seine Forellenzucht.

### Verinag
Die Quelle von Verinag gilt als die eigentliche Quelle des Jhelam und liegt 26 km von Anantnag entfernt. Der Mogulherrscher Jahangir ließ hier einen Garten und ein Sommerhaus errichten.

### Sinthan
Sinthan ist eine Hill Station im Breng-Tal im Tehsil Kokernag.

## Verkehr
Anantnag ist an den National Highway 1A und 1B angeschlossen.

## Klima
Anantnag hat nach der Effektiven Klimaklassifikation ein gemäßigtes Klima. Seine geographische Lage mit dem Himalaya im Osten und dem Pir Panjal im Süden bestimmt das Wetter. Das Wetter kann als kühl im Frühling und Herbst, mild im Sommer und kalt im Winter beschrieben werden. Das Wetter ist oft kühler in den bergigen Abschnitten des Ostens im Vergleich zu den Ebenen des Nordens. Der Distrikt hat ein für das Kaschmirtal typisches Klima.